# Un matin à Glisolles
Pour plus de détails, voir Fiche technique et Distribution.
Un matin à Glisolles est un film français réalisé par Jacques Krier, sorti en 1962.

## Synopsis
Ce film raconte l'histoire d'amour d'un couple de jeunes parisiens, Alain et Martine, dont les projets sont contrariés par leurs parents. Considérant que cette relation est trop précoce, ces derniers posent leur veto et tentent de les séparer l'un de l'autre. Afin de fuir l'autorité parentale, les deux tourtereaux s'enfuient à la campagne pour vivre pleinement leur idylle. 

## Fiche technique
- Titre : Un matin à Glisolles
- Réalisateur : Jacques Krier
- Scénariste/dialoguiste : Robert Soulat
- Photographe : Michel Hamburger
- Société de production : RTF[1]
- Format : Noir et blanc
- Durée : 55 minutes

## Distribution
- Alain Franco : Alain
- Martine Vatel : Martine
- Jacqueline Rivière

## Commentaires
Jean-Luc Godard a dit : « Tous les grands films de fiction tendent au documentaire, comme tous les grands documentaires tendent à la fiction et qui opte à fond pour l’un, trouve nécessairement l’autre au bout du chemin. »
Un matin à Glisolles donne un sens à ces propos. Bien qu'il s'agisse d'une fiction, le film a malgré tout une visée documentaire, et à ce titre, on peut parler d’ancrage sociologique. Le réalisateur Jacques Krier a effectué un véritable travail d’enquête au préalable, en collaborant notamment avec le président de l’association L’Ecole des Parents, André Isambert, crédité au générique comme conseiller technique. L’objet de ces recherches est entre autres la fugue chez les adolescents, thème majeur du film. 